# Берле
Берле (фр. Beurlay) насеље је и општина у западној Француској у региону Поату-Шарант, у департману Приморски Шарант која припада префектури Сент.
По подацима из 2011. године у општини је живело 1.003 становника, а густина насељености је износила 103,3 становника/km². Општина се простире на површини од 9,71 km². Налази се на средњој надморској висини од 20 метара (максималној 40 m, а минималној 5 m).

## Демографија
| 1962. | 1968. | 1975. | 1982. | 1990. | 1999. | 2011. |
| ----- | ----- | ----- | ----- | ----- | ----- | ----- |
| 596   | 604   | 573   | 652   | 731   | 756   | 1.003 |

График промене броја становника у току последњих година